# Oldřich van Brno
Oldřich van Brno (overleden op 27 maart 1113) was van 1092 tot 1113 hertog van Brno, een van de drie hertogdommen van Moravië. Van 1112 tot 1113 was hij ook hertog van Znojmo.

## Levensloop
Hij was de zoon van hertog Koenraad I van Bohemen en Virpirka van Tengling. Na de dood van zijn vader werd Oldřich in 1092 benoemd tot hertog van Brno.
Břetislav II, de nieuwe hertog van Bohemen en neef van Oldřich, duidde zijn jongere halfbroer Bořivoj II als troonopvolger aan. Omdat in Bohemen het senioraatsprincipe gold, was Oldřich de eigenlijke troonopvolger. Oldřich wilde zijn rechten als troonopvolger doordrukken en kwam daarom in opstand tegen zijn neef. Dit mislukte echter en in 1097 werd Oldřich gevangengenomen en opgesloten in een kasteel in het graafschap Glatz. Nadat keizer Hendrik IV Bořivoj tot de officiële troonopvolger had benoemd, werd Oldřich terug vrijgelaten, op voorwaarde dat hij zich niet buiten Brno begaf.
In 1100 werd Bořivoj II de nieuwe hertog van Bohemen. Oldřich begon daarop bij keizer Hendrik VI terug zijn rechten op de Boheemse troon op te eisen. Nadat onderhandelingen met Bořivoj mislukten, trok Oldřich met Oostenrijkse en Beierse troepen richting Praag om de troon te veroveren. Het kwam echter al snel tot conflicten binnen het leger en de operatie mislukte. Oldřich trok zich daarop terug naar Brno en zag af van zijn opeising van de Boheemse troon. Nadat zijn broer Lutold in 1112 overleed, erfde Oldřich ook het hertogdom Znojmo. Oldřich en zijn broer Lutold werden waarschijnlijk begraven in de benedictijnenabdij van Třebíč.
Oldřich was gehuwd met een vrouw wier identiteit onbekend is. Ze kregen minstens twee kinderen:
- Vratislav (gestorven in 1156), hertog van Moravië-Brno.
- Nadia of Nadine